# Новиков, Степан Егорович
Степа́н Его́рович Но́виков (21 июля 1906, с. Пузево, Воронежская губерния — 30 января 1945, Приттаг, Нижняя Силезия, Германия) — советский военнослужащий, участник Великой Отечественной войны, Герой Советского Союза, гвардии сержант.

## Биография
Родился в семье крестьянина, в шесть лет потерял отца. Окончил 2 класса церковно-приходской школы. С десяти лет работал сначала в крестьянском хозяйстве, а затем в колхозе.
В 1943 году призван в Красную Армию, в действующей армии с 20 октября 1943 года, специальность — наводчик станкового пулемёта.
30 января 1945 года в составе своего эскадрона форсировал реку Одер и вошёл в деревню Приттаг. В завязавшемся бою вывел из строя около ста вражеских солдат, получив при этом четыре ранения, одно из которых оказалось смертельным. За проявленное геройство и мужество посмертно удостоен звания Героя Советского Союза.

## Награды
- Медаль «Золотая Звезда» Героя Советского Союза.
- Орден Ленина.

## Память
Именем С. Е. Новикова названа улица в селе Пузево Воронежской области.